# Byvåben
Et byvåben er et heraldisk våbenmærke brugt som identifikationssymbol for en købstad eller anden by. I nutidig sprogbrug bruges ordet ofte som synonym for et kommunevåben. De ældste danske byvåbener er baserede på segl brugt af de pågældende byer tilbage i middelalderen. Dette er f.eks. tilfældet i Næstved, Ringsted, og Århus. 
Byvåbener indeholder ofte en hentydning til byens navn eller (historiske) vigtigste erhverv. F.eks. illustrerer skibe i Helsingørs, Bogenses og Tønders byvåbener at de to første er havnebyer og at Tønder tidligere var det. Hvis motivet i et byvåben indeholder et element der mere direkte angiver byens navn benævnes det et talende våben. F.eks. indeholder Rudkøbings tre rudskaller.